# 松﨑典弥
松﨑 典弥（まつざき みちや、1976年6月12日 - ）は、日本の化学工学者。大阪大学大学院工学研究科教授。

## 人物・経歴
- 1976年鹿児島県生まれ[1]。
- 1999年鹿児島大学工学部応用化学工学科卒業。
- 2001年鹿児島大学大学院理工学研究科応用化学工学専攻博士前期課程修了。
- 2003年鹿児島大学大学院理工学研究科物質生産工学専攻博士後期課程短期修了、博士（工学）、日本学術振興会特別研究員。
- 2004年ルンド大学大学院免疫工学専攻客員研究員。
- 2005年大阪大学大学院工学研究科応用化学専攻特任助手。2006年大阪大学大学院工学研究科応用化学専攻助手。
- 2007年大阪大学大学院工学研究科応用化学専攻助教。
- 2008年科学技術振興機構さきがけ研究者。
- 2011年日本化学会進歩賞受賞、大阪大学功績賞（研究部門）受賞。
- 2012年日本バイオマテリアル学会評議員。
- 2013年大阪大学総長奨励賞受賞。
- 2014年文部科学大臣表彰若手科学者賞受賞、大阪大学総長奨励賞受賞。
- 2014年高分子学会Wiley賞受賞。
- 2015年野口遵賞受賞、日本バイオマテリアル学会科学奨励賞受賞。
- 2018年文部科学省科学技術・学術政策研究所科学技術専門調査員。
- 2019年大阪大学大学院工学研究科応用化学専攻教授[2][3]。専門は生体材料学で[4]、培養肉などを開発[5][6]。